# Jubilate (kammarkör)
Jubilate var en kammarkör verksam i Helsingfors, Finland. Kören grundades år 1967 av Astrid Riska i Sörnäs svenska församling och var alltsedan grundandet en aktiv och synlig del av det finländska kulturlivet. 
Kören har förutom i Finland hållit konserter runt om i världen, och vunnit många olika priser i internationella körtävlingar. Jubilate har spelat in närmare 20 skivor och åtskilliga radio- och TV-inspelningar. 
Kören har framfört verk av nästan alla finländska körtonsättare och uruppfört verk av bl.a. Einojuhani Rautavaara, Kaj-Erik Gustafsson, Lars Karlsson, Mikko Heiniö, Juhani Komulainen och den norske kompositören Trond Kverno. Målsättningen har varit att sjunga verk på deras ursprungsspråk och texten har alltid setts som en ytterst viktig del av framförandet. Repertoaren har varit mångsidig från första början. Jubilate har sjungit nästan allt från den gregorianska sångens pärlor till den moderna musikens färgspektrum. Kören har samarbetat med många orkestrar, ledda av dirigenter som Esa-Pekka Salonen, Jukka-Pekka Saraste, Osmo Vänskä, Eric-Olof Söderström, Ulf Söderblom, Jean-Pierre Wallez, John Alldis, Eliahu Inbal, Gary Bertini och Gennadij Rozjdestvenskij.
På 2010-talet ägnade sig kören mest åt barockmusik, samt ny finländsk och nordisk musik.  Dirigenter: Timo Nuoranne 2009-201, Edward Ananian-Cooper 2014-2017 samt Esko Kallio 2018-2022.
Kören lade ner verksamheten 5.4.2022.